# Lödöse
Lödöse est une localité de Suède située dans la commune de Lilla Edet du comté de Västra Götaland. Elle couvre une superficie de 1,28 km2. En 2010, elle compte 1 266 habitants.
Lödöse est l'une des plus anciennes villes de Suède et au Moyen Âge, l'un des ports historiques les plus importants. La ville, qui a finalement perdu ses privilèges urbains (sv) en 1646, est considérée comme la première des prédécesseuses de Göteborg. Les navires pouvaient atteindre Lödöse depuis la mer sans les obstacles de chutes ou d'écluses dont est ponctuée le Göta älv. 

## Généralités
Lödöse, également Gamla Lödöse, Gamlöse ou Gammelös, est une zone urbaine (tätort (sv)) et une ancienne communauté ouvrière de la municipalité de Lilla Edet et un village de la paroisse de Sankt Peders (sv), située à environ 4 miles au nord-est du centre de Göteborg. La ville est située près du Göta älv et est traversée par le chemin de fer Lödöse-Lilla Edet (sv), la Norge/Vänerbanan (sv) (anciennement Bergslagsbanan (sv) ) ; la route E45 (sv) passe juste à l'est de la communauté. 

## Histoire
De vastes fouilles en 1916–1920 et à partir de 1961 ont mis au jour les ruines d'églises médiévales, de fondations de maisons, de rues et de quais en planches, ainsi qu'une coque de bateau du début du XVIe siècle. À ce jour, environ un tiers de la cité médiévale a été fouillée. Dans les quatre mètres de strates culturelles, plus de 150 000 découvertes en vrac ont été faites. Certains d'entre elles sont exposés au Lödöse museum (sv) et au musée historique de Stockholm. Lödöse est l'un des sites de fouilles les plus riches de Suède. L'implantation remonte au milieu du XIe siècle . 

La plus ancienne mention écrite connue pour l'existence de Lödöse est l'inscription LEDU (S) ou LEODU (S) sur un bractéate du règne de Knut Eriksson (1167-1196). Puis la ville est mentionnée vers 1200 par l'historien danois Saxo Grammaticus dans la Gesta Danorum, en latin ; Liuthusium. C'est considéré comme le nom ancien pour le ruisseau Gårdaån de Lödöse (Liudha, den rikligt beväxta, Liudha, envahie par la végétation), ainsi que øse expression dialectale pour estuaire). Plus tard, Lödöse est décrite dans une autre source danoise, la Knýtlinga saga d'environ 1260–1270. L'une des premières preuves suédoises du nom Lödöse est le testament de Margareta Persdotter de 1260. Le monastère de Lödöse est appelé « claustro lydosiensi ». Dans les contes de fées islandais des années 1220 aux années 1310, il est fait référence à des événements des années 1150 qui auraient eu lieu dans ou près de Lödöse. Les réunions ultérieures, notamment entre le Norvégien Håkon le Jeune et Birger Jarl en 1249, s'y trouvent également : 

« Svar var elfr
aull at lita
glæselig
sem agull sei

 frægðar folk
er flota Þæysti
lofsœls konungs
Lioðhusa til. »

— Ur Håkon den gamles saga, Flateyjarbók
Librement traduit : « Toute la rivière était si belle à regarder, comme si vous voyiez des couleurs d'or brillant. Puis les hommes célèbres du roi dirigèrent leurs navires vers Lödöse. »
Le seul manuscrit conservé de la cité médiévale (Stadslag (sv)), les Lois de Bjarkey, appliquées à Lödöse, sont considérées comme les plus anciennes et datent de la fin du XIIIe siècle. Les mêmes lois de Bjarkey s'appliquaient aux Nidaros norvégiens (aujourd'hui Trondheim), à la danoise Lund, ainsi qu'à Stockholm. Selon Johan Hadorph, les citoyens de Lödöse auraient copié les lois de Stockholm avec les noms des quartiers et tout le reste. 
Le sceau de la ville médiévale de Lödöse avec deux tours est repris dans les armoiries municipales de Lilla Edet. 

### Vieux Moyen Âge
Archéologiquement, Lödöse est datée du XIe siècle. La ville a rapidement pris de l'importance en tant que porte de la Suède à l'ouest. Au XIIe siècle, il y avait dans la ville trois églises, une cour royale (Kungsgård (sv)), une monnaie royale et un château (kastal (sv)). Mais à cette époque, il n'était pas encore possible de naviguer sans encombre depuis Lödöse. 
Les deux Askim, Sävedal ainsi que le Districts de Vättle (sv), les soi-disant Utlanden (sv) (où la ville de Göteborg s'étend aujourd'hui en grande partie), étaient danois jusqu'au milieu du XIIIe siècle. Vers 1253, Birger Jarl aurait rassemblé une armée de terre dans la lande de Gullberg (Gullbergs fästning (sv)), près de l'embouchure de la rivière Göta pour attaquer le roi Abel du Danemark. Cependant, il serait mort et les Danois auraient capitulé sans combat. Entre les années 1249 et 1263, les représentants de la Suède, de la Norvège et du Danemark se sont souvent rencontrés lors de contacts amicaux à Göta älvdal, et Birger Jarl était souvent présent en personne. 

La fraternité était si grande que lors d'une réunion à Lödöse 1257, il a été ordonné que : 

« Om någon hånar en norrman eller kallar honom bagge eller vid andra smädenamn, skall han ingenting förlora annat än sitt halsben! »

— Birger Jarl
 Ur Håkon den gamles saga, Flateyjarbók 
Jusqu'en 1473, Lödöse est le seul port de Suède avec une sortie vers la mer du Nord. La seule période pendant laquelle la ville a libre accès à la mer fut l'ouverture de la Suède vers le Kattegat dans les années 1250 et lors de la révolte d'Engelbrekt Engelbrektsson en 1434. C'est aussi pendant ces presque 200 ans que retombe l'apogée de la ville. 
Le commerce international se fait ici avec d'autres Scandinaves ainsi qu'avec les Allemands, les Écossais, les Anglais et les Néerlandais. Les Allemands deviennent le parti commercial dominant et les Hanséatiques sont représentés au magistrat de la ville, de la même manière qu'à Kalmar et Söderköping. Ils importent des marchandises qui ne peuvent être produites en Suède et exportent la production animale du Västergötland, ainsi que du bois et du fer. 
La frappe de monnaie commence à Lödöse juste avant 1150, après ne pas avoir eu lieu en Suède depuis 1030 à Sigtuna. À l'exception de la durée du règne de Magnus Ladulås de 1275–90, la frappe de monnaie se poursuivit à Lödöse jusque vers 1365. Les premières pièces qui mentionnent l'hôtel de monnaie sont frappées vers 1190 sous le règne de Knut Eriksson à partir de 1167. 
On pense également que c'est pendant le règne de Knut Eriksson que le château est construit, l'un des plus anciens châteaux forts de Suède, le premier à une frontière. Le neveu de Snorre Sturlasson, Sturla Tordarson, raconte dans la saga de Håkon Håkonsson des années 1260 comment Håkon Håkonsson et ses Birkebeinar (sv) brûlent et démolissent le château en 1227. La bataille concerne Knut Kristinesson, beau-fils du lögsögumad de Västergötland, Eskil. Knut est le fils de la femme de l'homme de loi Kristina Nilsdotter (Blake) (sv) d'un précédent mariage avec le Jarl norvégien Hakon Galen, et qui devient le chef des ribbungarna qui tentent de déposer le roi Håkon. 
En 1243, l'ordre des mendiants, les dominicains, s'établissent à Lödöse et établissent le Couvent de Lödöse (sv). 

#### Lödösehus
C'est en remplacement du château que le château Lödösehus (sv) commence à être construit, probablement pendant le second règne d'Erik Eriksson à partir de 1234. Le château a sa plus grande étendue au début du XIVe siècle et est alors l'un des plus grands du royaume. Il est entouré de douves doubles et en partie triples. Plusieurs fois, il sert de résidence à la cour suédoise itinérante, un soi-disant riksborg. 

### Folkungatiden
À la Paix de Helsingborg en 1310, Lödöse se rend chez le duc Erik. Après avoir brûlé Lödöse pour la première fois en 1304 lors de la bataille fratricide contre le roi Birger Magnusson, la ville devient un bastion important pour les ducs Erik et Valdemar. Jusqu'à la Nyköpings gästabud (sv) en 1317, Lödöse, avec Kungahälla, la maison Axevalla et la forteresse de Varberg, sont un centre administratif du duché, qui se compose dans une large mesure de Västergötland, Dalie et Värmland (correspondant au diocèse de Skara de l'époque), ainsi que Norra Halland et Älvsys . 
C'est à Lödöse que le duc Erik célèbre son mariage en 1313 avec Ingeborg Håkansdotter, alors âgée de 11 ans, fille du roi de Norvège Håkon Magnusson. Lorsque leur fils, le roi Magnus Eriksson, épouse Blanka de Namur en 1335, il lui donne Lödöse avec Lindholmen et la norvégienne Tønsberg comme cadeau du matin (morgongåvobrev). Dans une deuxième lettre de cadeau du matin en 1353, elle reçoit également Bohus et Marstrand avec Älvsyssel sauf Orust. 
Entre 1319 et 1326, Lödöse fait partie des Underhållsland (sv) d'Ingeborg, et en 1371 de Magnus Eriksson. Lorsqu'il meurt en 1374, son fils, le roi Håkan Magnusson de Norvège, refuse de rendre les underhållsländer de son père à la Suède. 
En 1349, la peste arrive en Scandinavie. La même année, le roi Magnus Eriksson convoque une réunion du conseil à Lödöse et rend une décision selon laquelle chaque vendredi serait jeûne - et jour de prière et que tous les citoyens sacrifieraient de l'argent à la Vierge Marie. 
Lödösehus commence à perdre du poids car plusieurs fortifications sont construites autour de l'embouchure de la rivière Göta au XIVe siècle : le bastion de Gullberg près de Säveån en 1303 ; le Château de Lindholmen à Hisingen en 1333 ; Vieux Älvsborg probablement pendant le début du règne d'Albrekt de Mecklenburg (1364–1389). 
Dans la vallée de Säveån à l'intérieur des terres, Stynaborg devient un nouveau comté pour la zone la plus proche de Lödöse, le district d'Ale, au cours du XIVe siècle. Stynaborg est situé dans la paroisse de Bälinge dans l'actuelle paroisse d'Alingsås, district de Kullings . 

### Heure de l'Union
Toujours au XVe siècle, Lödöse est l'une des six villes les plus importantes du royaume avec sa propre représentation aux élections royales. Vers 1450, les taxes danoises de la Forteresse de Bohus alors fortement développée deviennent trop lourdes. Les Danois avaient également Skårdals skate (sv) (maintenant Surte et Bohus) sur la rive est du fleuve. Pendant le règne de Sten Sture le Vieil, le Riksråd décide lors d'une réunion à Kalmar en 1473 qu'une nouvelle ville sera fondée à Säveån près de l'embouchure de la rivière Göta, et la grande majorité des bourgeois déménagent à Nya Lödöse, numéro deux parmi les prédécesseurs de Göteborg. 
Dans la guerre avec Karl Knutsson Bonde, le roi danois Kristian Ier prend Lödöse en 1452 et les habitants de Västgötland prêtent allégeance au roi suédois. Déjà la même année, le maréchal Tord Bonde (sv) a repris Västergötland aux Danois. Lorsqu'il prend Lödöse, il tombe sur une archive contenant des lettres au roi Kristian de la part d'un certain nombre de Suédois renommés qui sont désormais compromis. C'est le début d'un vaste räfst (sv) où les biens sont confisqués par la couronne et l'occasion d'une réduction de la propriété de l'église (Grande Réduction). 

#### Bero Magni de Ludosia
Une personne de Lödöse de cette époque, qui a fait l'objet d'études historiques spéciales, s’appelle Bero Magni de Ludosia (sv) (vers 1409–1465). Traduit en suédois, le nom serait Björn Månsson, ou encore Magnusson de Lödöse. Au cours de sa vie adulte, il est actif à l'Université de Vienne et est nommé évêque du diocèse de Skara en 1461-1462, mais sans prendre ses fonctions. 

### Vasa ancien et âge du grand pouvoir
En 1526, Gustav Vasa révoque les privilèges de la ville de Lödöse, mais en raison des émeutes éclatant autour du roi déchu du Danemark Christian II, il ordonne au début des années 1530 que la défense de Lödöse soit renforcée avec des tours carrées autour de l'ancienne ville. 
Pendant la Guerre nordique de Sept Ans de 1563 à 1570, l'endroit est encore fortifié par Lindorm Torstensson. 
Entre 1569 et 1603 Lödöse fait partie du comté de Visingsborg (sv). Pendant ce temps, Lödöse retrouve ses privilèges urbains en 1586 par Jean III. 
Entre 1612 et 1619, Lödöse est inclus dans la deuxième rachat d'Älvsborg (Älvsborgs andra lösen (sv)). 
Au cours de la soi-disant querelle d'Hannibal (Hannibalsfejden (sv)), après que le Riksrådet et le maréchal Lennart Torstenson ont attaqué le Danemark en 1643, les troupes suédoises assiègent sous le commandement de la forteresse du colonel Nils Kagg Bohus, où réside Hannibal Sehested, stathouder de Norvège. En 1644, Lödöse est à la fois pillée par les Suédois et incendiée par les Danois. La ville est aussitôt équipée d'une nouvelle fortification qui résiste l'année suivante à une nouvelle attaque. La même année 1645, la guerre se termine par la paix à Brömsebro lorsque le Halland est cédé à la Suède. L'année suivante, Lödöse finalement perd ses privilèges urbains. 
Dans le cadre de la guerre de Gyldenløve de 1676–1679, le chancelier Magnus Gabriel De la Gardie fait renforcer la défense de Lödöse avec un autre nouveau fort en 1676, qui tombe en ruine après la guerre. Après cela, Lödöse disparaît des annales du royaume. 

### Temps modernes

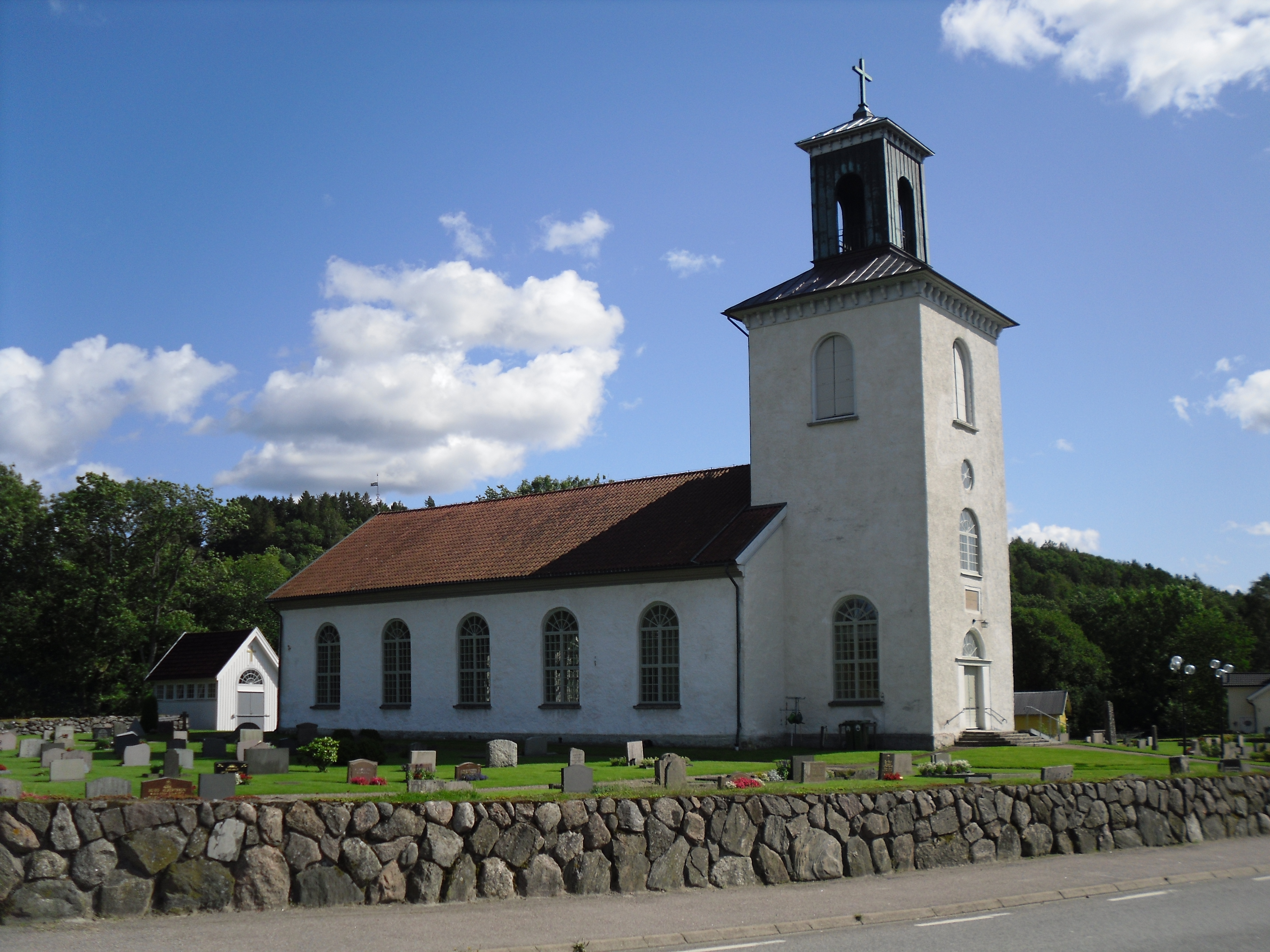
Église Saint-Pierre, construite en 1846.

Entre 1877 et 1905, l'arrêt sur la Bergslagsbanan est Tingberg dans la partie sud-est du village. Lorsque le chemin de fer vers Lilla Edet est achevé en 1906, cet arrêt est remplacé par une gare à Alvhem dans la paroisse de Skepplanda, dans l'actuelle commune d'Ale, à 2 km au sud de Lödöse. Au niveau de la ligne Lilla Edet, la gare de Lödöse et l'arrêt du village de Lödöse, plus au nord, sont construits en même temps. Le trafic de passagers le long de cette route cesse en 1953. Un nouvel arrêt de chemin de fer, Lödöse södra, est ouvert 2 km au sud de Lödöse, entre Tingberg et Alvhem, fin 2012. Jusqu'en 2012, Lödöse est coupée par la route E45, mais après cela, la E45 le contourne. 
De 1952–1970 Lödöse est la ville centrale de la municipalité de Lödöse . 
Dans le cadre de la construction de bâtiments résidentiels sur l'ancienne zone urbaine, au début des années 1960, de riches découvertes archéologiques sont faites. Pour pouvoir en montrer une partie, le Lödöse museum (sv) est créé en 1965, d'abord dans une salle du sous-sol, mais depuis 1994 dans un bâtiment séparé dans la partie nord de la ville. Ce musée fait maintenant partie de l'unité administrative de la région de Västra Götaland pour les questions de patrimoine naturel et culturel, Västarvet. 
Sur une scène en plein air derrière le musée de Lödöse, une pièce de théâtre avec des scènes de l'histoire médiévale de la ville est jouée durant les étés 1994–2009 et à nouveau depuis 2013 . Elle est interprétée par environ 70 amateurs avec le soutien du Studieförbundet Vuxenskolan (sv) en tant qu'organisateur. 

#### Lödöse varv
Au début du siècle dernier, il y avait trois chantiers navals à Lödöse. Le premier d'entre eux, le Lödöse varv (sv), a été fondé en 1899. Il comptait tout au plus 350 employés. En 1985, le chantier naval a été fermé. 

### Développement de la population
Modèle:Befolkningsutveckling

## Voir également
- Lödöse museum (sv)
- Paroisse de Hålanda (sv), sur la route médiévale entre Lödöse et Skara
- Ducs de Suède (sv)
- Comtés de Suède (sv)
- Liste des guerres de la Suède
- Liste des paix de la Suède (sv)

### Sources imprimées
- Carl af Ugglas: "Gamla Lödöse. Historia och arkeologi", Göteborg 1931
- Henrik Ahnlund m. fl: Kring Göta älv - Studier i en dalgång. (1993)  (ISBN 91-7029-111-X)
- Alf Henrikson: "Svensk historia", Stockholm 1966,  (ISBN 91-0-010551-1)